# Ndama
 (janvier 2021).
La Ndama, ou N'dama, est une race bovine d'Afrique occidentale et centrale. Elle est trypano-tolérante et résistante à la piroplasmose transmise par les tiques, ce qui fait d'elle la seule race pouvant être élevée sans trop de problèmes en Afrique équatoriale.

## Origine

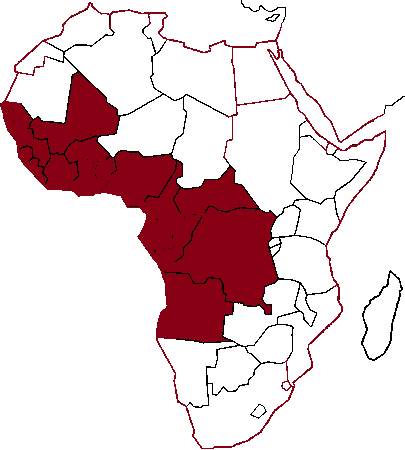
Répartition géographique de la race Ndama.

Un des principaux attributs du bétail indigène d'Afrique occidentale et centrale est sa trypanotolérance. Dans cette région, il y a deux grands groupes de bovins trypanotolérants, les animaux à longues cornes Hamitic (Bos taurus longifrons), représentés par les N'Dama, et les animaux à courtes cornes (Bos taurus brachyceros), qui regroupent une dizaine de races ou souches. Les N'Dama, qui se sont déployés en dehors de leur région d'origine, représentent 49,5 pour cent de l'effectif de 9,8 millions de bovins trypanotolérants, tandis que les animaux à courtes cornes, qui constituent 50,5 pour cent du total, sont restés dans leur berceau d'origine.
La Ndama est une race sans bosse et à longues cornes. 
Le berceau de la race se situe au Fouta-Djalon (en Guinée) d'où elle s'est étendue dans toute la zone de l'Afrique Occidentale et Centrale : Sénégal, Mali, Togo, Burkina Faso, République démocratique du Congo, Gabon, Angola, Cameroun, Côte d'Ivoire, Ghana. Cette extension s'explique en grande partie par ses bonnes aptitudes bouchères, par sa rusticité, sa résistance au trypanosome, agent de la nagana transmise par les mouches tsé-tsé, et à la piroplasmose. Son expansion est cependant réservée à l'Afrique Occidentale et Centrale, du fait de sa faible résistance à des conditions sèches prolongées.
Elle a été introduite aux Caraïbes, où sévissent les mêmes maladies, dans les années 1800. Elle a servi de base à des croisements avec des races européennes, notamment pour la création de la Senepol.

## Morphologie

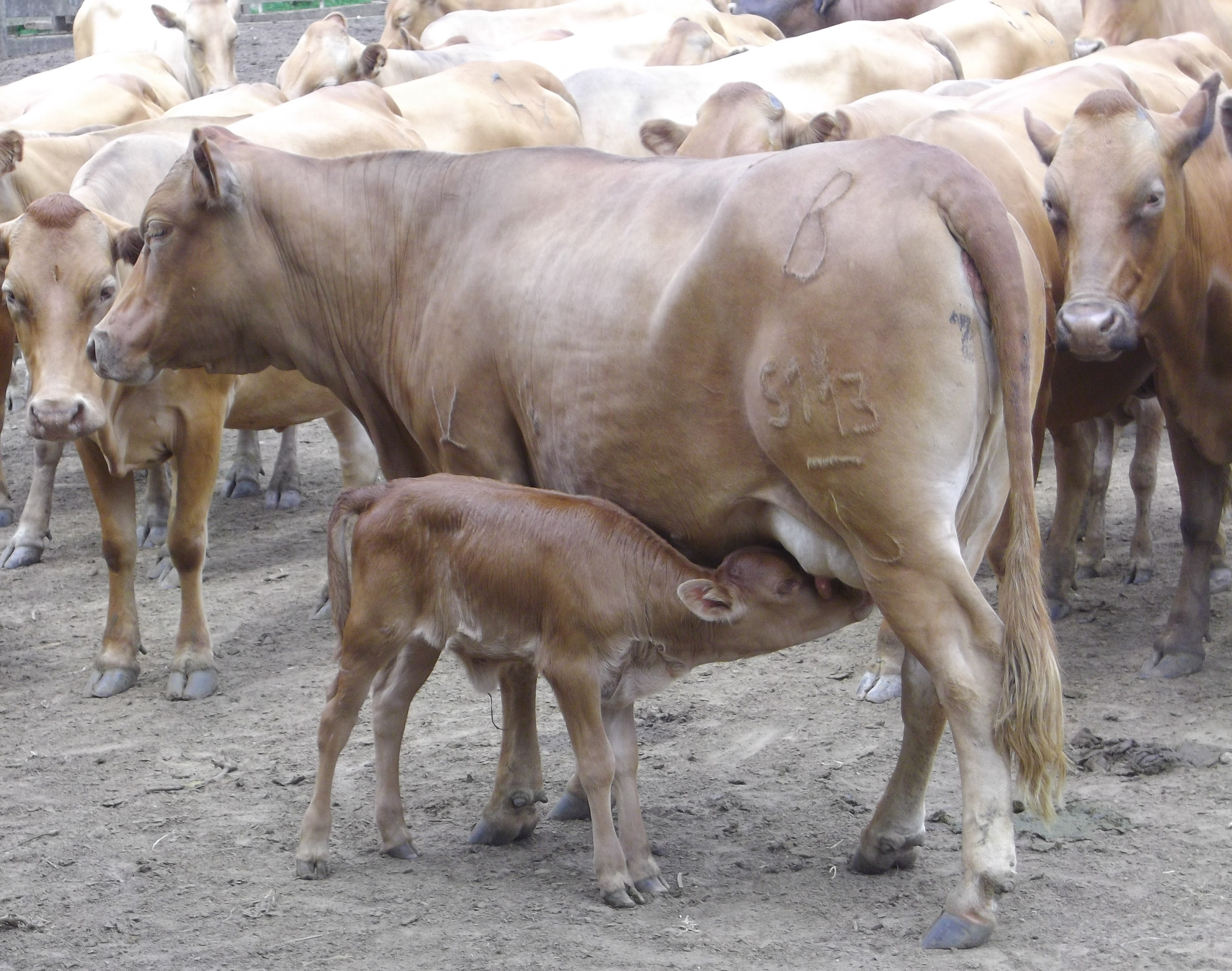
Vache de race Ndama avec son veau Sogenac (ex-JVL)

La Ndama est compacte, courte sur pattes avec une ossature fine. L'encolure est épaisse et profonde. L'arrière est large et bien musclé. Le dos est horizontal du garrot à l'implantation de la queue. La tête est courte et large, de profil droit et museau large. Les cornes font environ 60 cm et sont en forme de lyre vers le haut. Cependant un écornage à l'âge d'un mois permet d'obtenir des adultes sans cornes. La robe typique est fauve avec des extrémités pouvant être plus sombres. La race est de taille moyenne, soit 100 cm au garrot pour les vaches et 120 cm pour les taureaux.

## Particularités de la race
La Ndama est connue pour sa tolérance à la trypanosomiase (Ngamuna et al. 1988; Claxton and Leperre 1991; Dwinger et al. 1992; Mattioli et al. 1993). Elle est aussi particulièrement résistante aux infections causées par les tiques (Mattioli et al. 1995).
Elle est aussi bien adaptée aux conditions d'alternance humidité-sécheresse du climat tropical.

## Évolution de la race
Les estimations de population par DAD-IS (2005) donnent environ 7 millions de têtes, tandis que la FAO fait mention de 9 millions de têtes, distribuées dans les pays d'Afrique Occidentale et Centrale.

## Aptitudes

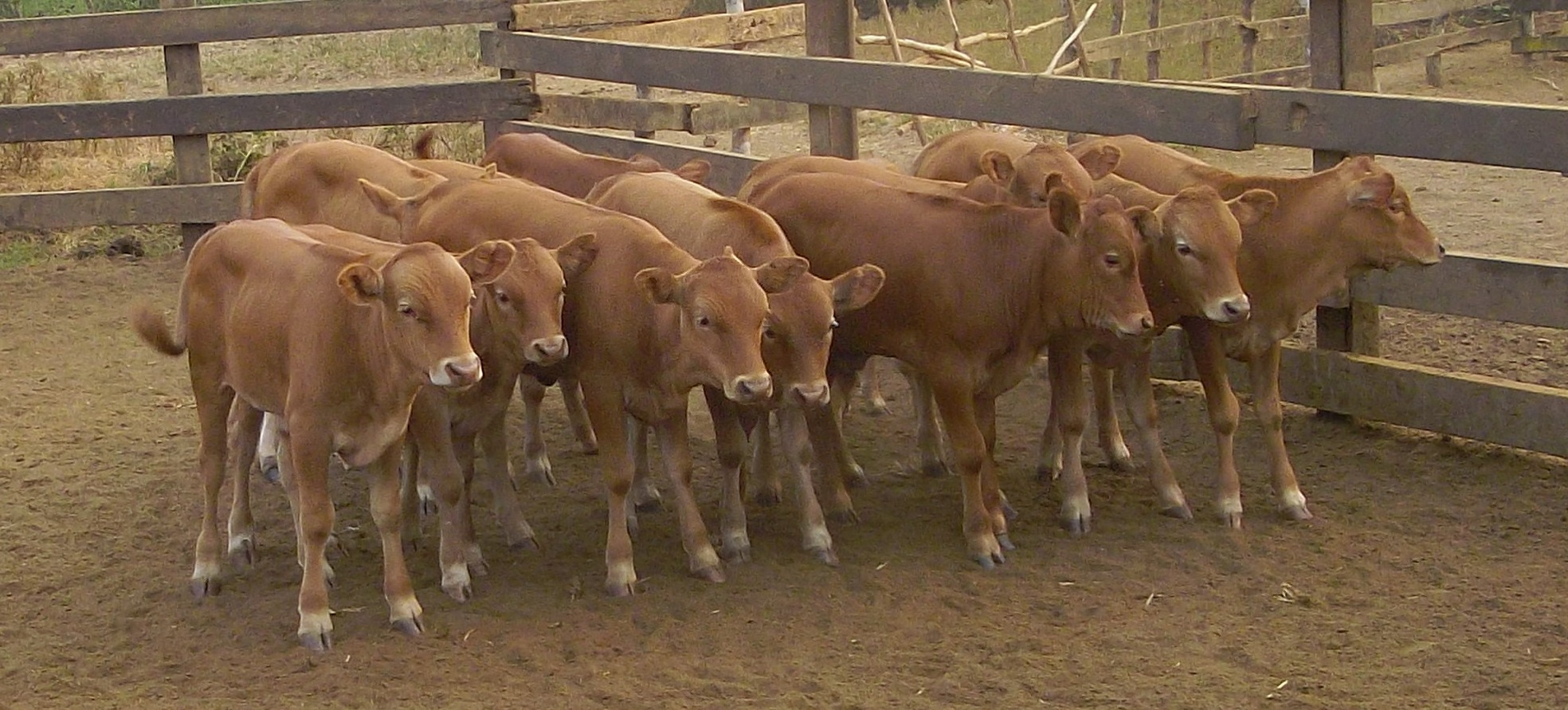
Sevrons Sogenac (ex-JVL)

Les Ndama sont connus pour leurs excellentes aptitudes bouchères, offrant une viande savoureuse sans excès de graisse et un rendement de carcasse supérieur à 50 %.

### En élevage traditionnel

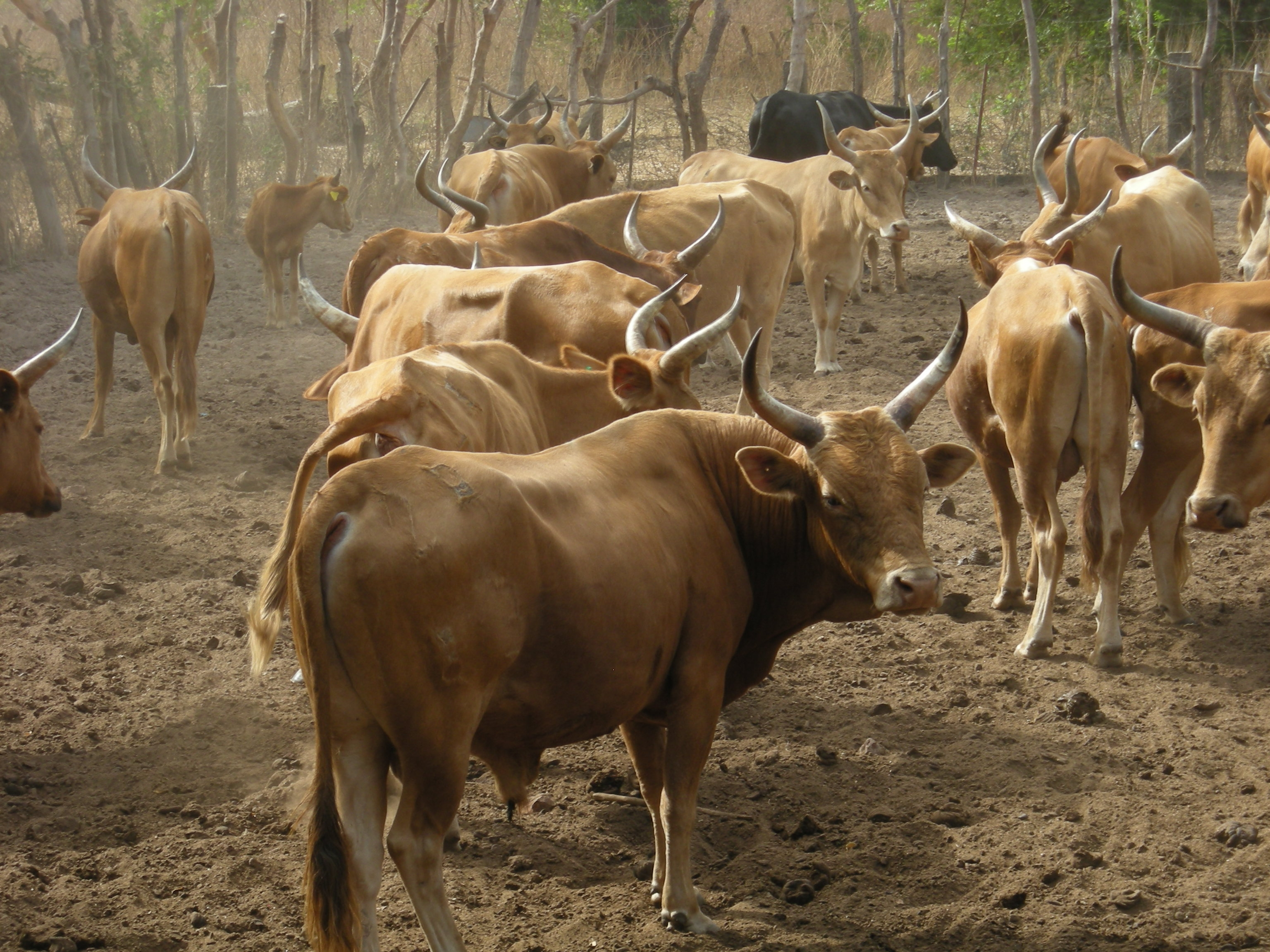
Un élevage traditionnel en Afrique de l'Ouest.

Une étude de SATEC, en 1973 et de la Station de Recherches Zootechniques à Kolda, en 1976 au Sénégal donne les éléments suivants :
Le poids des taureaux varie de 280 à 320 kg, celui des vaches de 219 à 237 kg.
L'âge au premier vêlage est de 3.5 ans. L'intervalle entre les vêlages est de 16 à 20 mois avec 80 % des vêlages ayant lieu dans les 6 derniers mois de l'année. Le taux d'avortement varie de 10 à 20 % ce qui donne un taux de vêlage de 56 %. Les veaux sont sevrés à environ 12 mois et la castration, quant à elle, a lieu à 3 ans. Le taux de mortalité annuelle est de 12 % en global avec 30 % pour les veaux de moins d'un an, 15 % pour les animaux d'un à deux ans et 5 % pour les adultes.
Les aptitudes laitières sont assez limitées. La production atteint environ 500 kg par lactation. 
La production de cuir est utilisée pour la  « vachette de Guinée ».
La force des bœufs est parfois utilisée pour le labour ou la traction de charrettes.

### À la Sogenac sprl ex-JVL (race améliorée)
La Société des Grands Élevages Ndama en Afrique Centrale (SOGENAC, ex-JVL) en RDC, possède actuellement les plus grands troupeaux de cette race avec un total d'environ 50 000 têtes. 
Elle sélectionne la race Ndama depuis 1923 et a amélioré la productivité, la conformation et le poids adulte sans en affecter la rusticité.

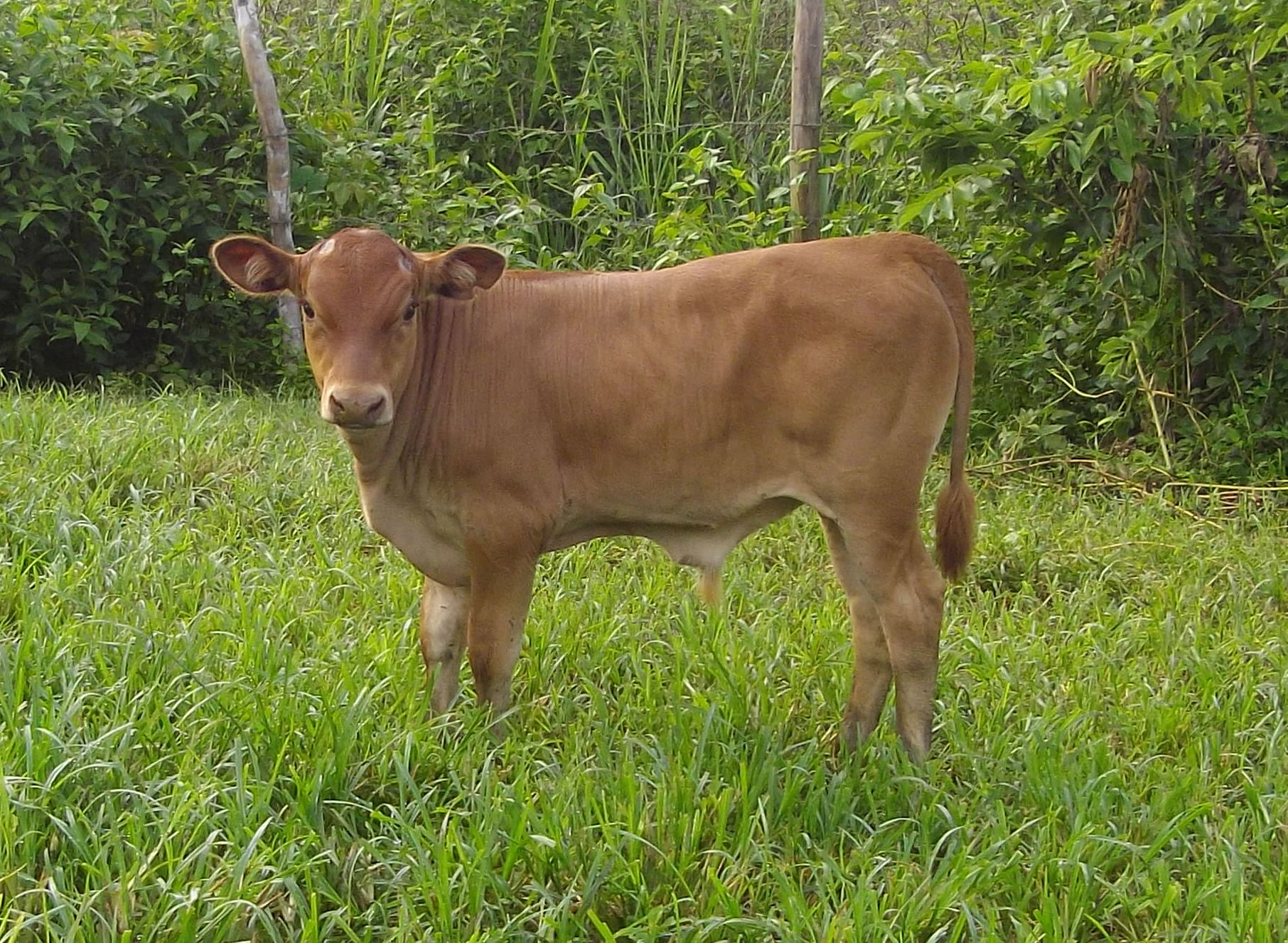
Veau de 3 mois Sogenac (ex-JVL)

Un schéma de sélection y est en place afin d'améliorer les critères suivants :
- Rusticité : vêlage facile, tolérance à la trypanosomiase et résistance à la piroplasmose.

- Fertilité des femelles : âge au premier vêlage, intervalle vêlage-vêlage

- Valeur laitière des femelles : croissances 120-210 jours et poids au sevrage des veaux

- Poids à 3 ans pour les femelles, à 4 ans pour les mâles

- Conformation à 3 ans pour les femelles, à 4 ans pour les mâles

La sélection stricte, la conduite sur brûlis tournants, l'apport de minéraux, les soins vétérinaires et passages au dip ont pour effet d'améliorer considérablement les résultats par rapport à la Ndama traditionnelle :
Le poids adulte des vaches est de 260 à 430 kg et des taureaux de 320 à 560 kg. Les bœufs quant à eux sont commercialisés à l'âge de 4 ans à un poids de 300 à 400 kg.
Les génisses sont mises au taureau à 36 mois et l'intervalle entre vêlages est en moyenne de 14 mois, donnant un taux de vêlage supérieur à 80 %. Les vêlages sont faciles et le taux de naissance non assistée est proche de 100 %. Le taux de mortalité annuel global est d'environ 3 %.